# Ośrodek Zapasowy Suwalskiej i Podlaskiej Brygady Kawalerii
Ośrodek Zapasowy Suwalskiej i Podlaskiej Brygady Kawalerii (OZ Suwalskiej i Podlaskiej BK) – oddział kawalerii Wojska Polskiego II Rzeczypospolitej.
OZ Suwalskiej i Podlaskiej Brygady Kawalerii nie istniał w organizacji pokojowej Wojska Polskiego. Był jednostką mobilizowaną w I rzucie mobilizacji powszechnej.

## Formowanie i przekształcenia organizacyjne
Ośrodek Zapasowy Suwalskiej i Podlaskiej Brygady Kawalerii nie istniał w organizacji pokojowej Wojska Polskiego. Był jednostką mobilizowaną zgodnie z uzupełnionym planem mobilizacyjnym „W”, w I rzucie mobilizacji powszechnej. Jednostką mobilizującą był 10 pułk ułanów Litewskich w Białymstoku. Ośrodek miał być formowany według organizacji wojennej L.3027/mob.org., ukompletowany zgodnie z zestawieniem specjalności L.3027/mob.AR oraz uzbrojony i wyposażony zgodnie z wojennymi należnościami materiałowymi L.3027/mob.mat.. W niektórych publikacjach używano też nazwy Ośrodek Zapasowy Kawalerii „Białystok” lub „Wołkowysk”.
Działał w Białymstoku i Wołkowysku pod dowództwem płk. kaw. Edmunda Helduta-Tarnasiewicza, a od 15 września 1939 roku dowództwo nad ośrodkiem objął gen. bryg. Wacław Przeździecki. W wyniku prac mobilizacyjnych ośrodka udało się zorganizować pięć rezerwowych pułków kawalerii, które miały wejść w skład Podlaskiej i Suwalskiej Brygady Kawalerii. Na skutek braku łączności z jednostkami, dla których formowano pułki i w związku z szybkimi postępami wojsk niemieckich Ośrodek przeniesiono z Białegostoku do Wołkowyska. Dowództwo Ośrodka sformowało: pułk osłonowy kawalerii „Wołkowysk” i Rezerwową Brygadę Kawalerii „Wołkowysk”. Sformowane ze składu OZ Brygad Kawalerii Suwalskiej i Podlaskiej oraz odprysków z macierzystych brygad, które dotarły do Wołkowyska, wzięły udział w walkach z wojskami sowieckimi.

## Obsada personalna
- dowódcy Ośrodka Zapasowego:
  - płk kaw. Edmund Heldut-Tarnasiewicz
  - gen. bryg. Wacław Jan Przeździecki (15 IX 1939 – )
- zastępca dowódcy – mjr kaw. Bogumił Szumski
- szef sztabu – mjr art. Zygmunt Bohdanowski
- I oficer operacyjny – rtm. Tadeusz Roykiewicz
- II oficer operacyjny – rtm. dypl. Mieczysław Łubieński
- oficer informacyjny – por. K. Tomaszewski